# Hitsche Maar
Das Hitsche Maar ist ein Maar, das in der Eifel zwischen Bitburg und Ulmen liegt. Es weist einen Durchmesser von sechzig Metern mit einer Kratertiefe von fünf Metern auf. Damit handelt es sich um das kleinste der Eifelmaare. Es war mit Wasser gefüllt und ist heute zu einem Seggenried verlandet.

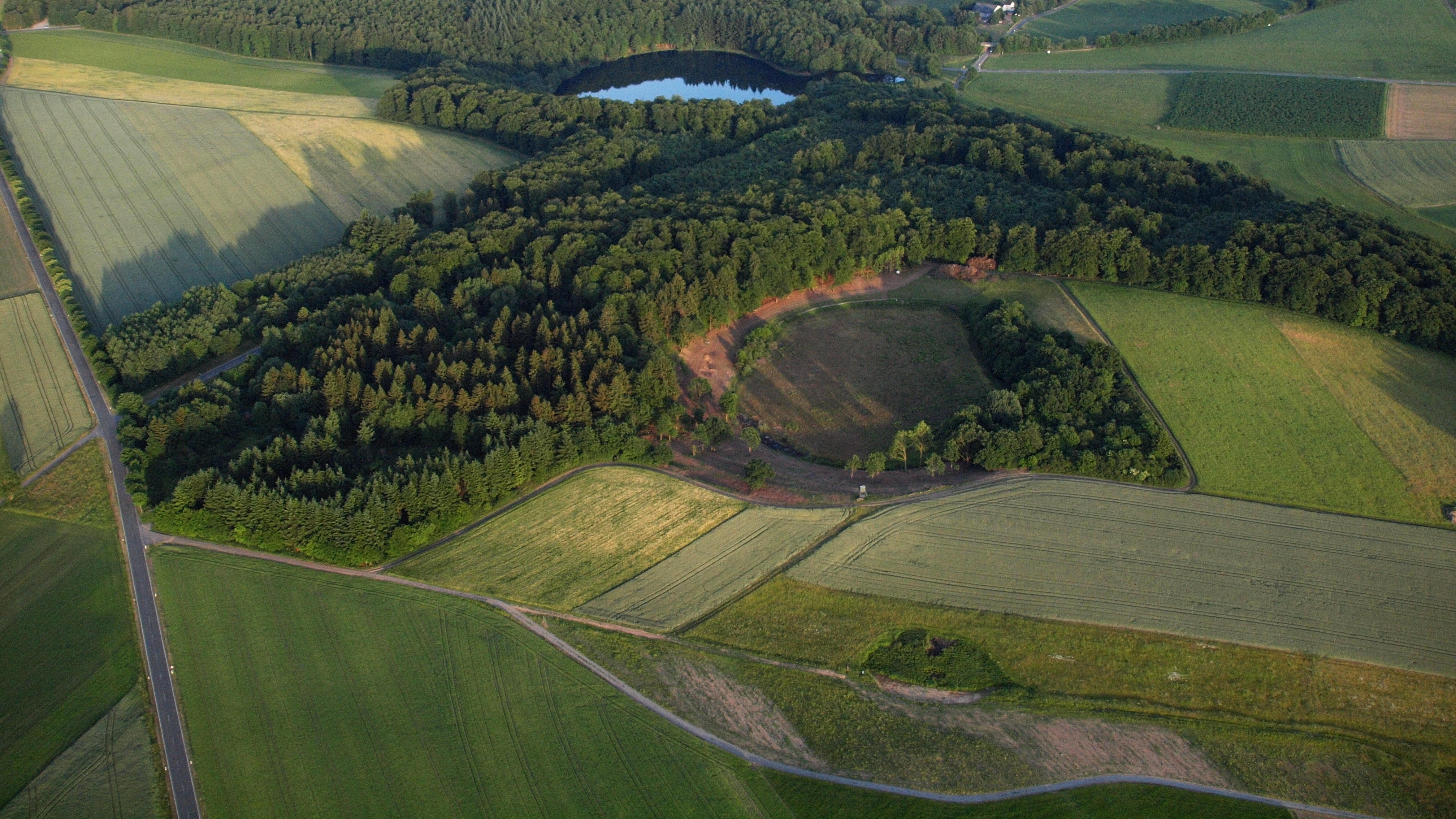
Maare, Hitsche Maar (Vorne) Dürres Maar (Mitte), Holzmaar (Hinten), Luftaufnahme (2015)

## Name
Der Name des Maars, der oft auch mit die Hitsche oder Hetsche, Hättsche beziehungsweise Hütsche verkürzt wiedergegeben wird, soll sich aus dem örtlichen Dialekt für Kröte ableiten, was darauf zurückzuführen ist, dass hoher Froschreichtum anzutreffen ist.

## Entstehung
Beim Hitsche Maar handelt es sich um ein trichterförmiges Trockenmaar. Es liegt westlich des Alftals in einer Vulkangruppe neben dem Holzmaar und dem Dürren Maar. Es ist wie die beiden anderen entlang der geologischen Störungslinie infolge der vulkanischen Tätigkeit von Nordwesten nach Südosten während der Weichsel-Kaltzeit mit ein bis zwei Eruptionen entstanden und ist mit über 20.000 Jahren das älteste dieser Maare. Die Tuffe des Hitschen Maares wurden von den Tuffen des Dürren Maares überdeckt.